# Opal (Programmiersprache)
OPAL (Optimized Applicative Language) ist eine funktionale Programmiersprache, die 1986 an der TU Berlin unter der Leitung von Peter Pepper entwickelt wurde. Die Sprache diente dort vor allem als Testumgebung. Anfangs ging es zunächst darum, die Sprache effizient zu implementieren. Später wurde das komplette Feld funktionaler Konzepte mit einbezogen. Dazu gehören insbesondere:
- Prinzipien des Software-Engineering
- Integration formaler Spezifikation
- parallele Programmierung

Im Gegensatz zu anderen funktionalen Sprachen wie Haskell ist OPAL nicht standardisiert. Das erlaubt den Entwicklern, viel mit diversen Merkmalen, die sie für interessant erachten, zu experimentieren.

## Der grobe Aufbau eines OPAL-Programms
OPAL-Programme (Strukturen, siehe auch Algebraische Struktur) bestehen aus einem Signaturteil (Dateiendung .sign) und einem Implementationsteil (Dateiendung .impl). Im Signaturteil werden die Sorten sowie die Definitions- und Wertebereiche aller Funktionen beschrieben. Hierzu wird das Schlüsselwort FUN gebraucht:
```
   
FUN
 
f
:
 
nat
 
**
 
nat
 
->
 
nat

```

deklariert beispielsweise eine Funktion f, deren Definitionsbereich ein Tupel aus zwei Werten vom Typ nat (für natürliche Zahlen) und deren Wertebereich ebenfalls die Sorte nat darstellt. Das Schlüsselwort FUN darf auch im Implementationsteil stehen, solche Funktionen können dann aber nur in der jeweiligen Struktur verwendet werden.
Im Quellcode werden die Funktionen mit dem Schlüsselwort DEF implementiert (siehe Beispiele). Ebenfalls in der Implementation wird mit dem Wort DATA ein selbstdefinierter Datentyp beschrieben, dessen Signatur in der .sign-Datei mittels TYPE auch global bekanntgegeben werden kann.

## Beispiele

### Fibonacci
Ein Beispiel für eine Implementierung der Fibonaccifunktion unter Verwendung einer Lambda-Abstraktion:
```
    
DEF
 
fibo
 
==
 
\\
n
.

      
IF
 
n
 
=
 
0
 
THEN
 
0

      
IF
 
n
 
=
 
1
 
THEN
 
1

      
IF
 
n
 
>=
 
2
 
THEN
 
fibo
(
n
-
1
)
+
fibo
(
n
-
2
)
 
FI

```

Eine effizientere Implementierung der obigen Folge unter Verwendung von Dijkstra-IF sowie Overloading.
```
 
FUN
 
fib
:
 
nat
 
->
 
nat

 
DEF
 
fib
(
x
)
 
==

   
IF
 
x
=
0
 
THEN
 
0

   
IF
 
x
=
1
 
THEN
 
1

   
IF
 
x
>
1
 
THEN
 
fib
(
2
,
 
1
,
 
1
,
 
x
)

   
FI

 
FUN
 
fib
:
 
nat
 
**
 
nat
 
**
 
nat
 
**
 
nat
 
->
 
nat

 
--
 
idx
 
:
 
momentaner
 
Index

 
--
 
p1
 
:
 
fib
(
idx
)

 
--
 
p2
 
:
 
fib
(
idx
-
1
)

 
--
 
max
 
:
 
der
 
Index
 
des
 
zu
 
berechnenden
 
Folgengliedes

 
--
 
Beispiel
:
 
fib
(
6
)
 
->
 
fib
(
2
,
 
1
,
 
1
,
 
6
)
 
->
 
fib
(
3
,
 
2
,
 
1
,
 
6
)
 
->
 
fib
(
4
,
 
3
,
 
2
,
 
6
)
 
->

 
--
 
fib
(
5
,
 
5
,
 
3
,
 
6
)
 
->
 
fib
(
6
,
 
8
,
 
5
,
 
6
)
 
=>
 
8

 
DEF
 
fib
(
idx
,
 
p1
,
 
p2
,
 
max
)
 
==

   
IF
 
idx
<
max
 
THEN
 
fib
(
idx
+
1
,
 
p1
+
p2
,
 
p1
,
 
max
)

   
IF
 
idx
=
max
 
THEN
 
p1

   
FI

```

### Quicksort
Ein Beispiel für eine Implementierung des Quicksortalgorithmus:
```
 
FUN
 
sort
:
 
seq
[
nat
]
 
->
 
seq
[
nat
]

 
DEF
 
sort
(
<>
)
 
==
 
<>

  
--
 
Die
 
leere
 
Sequenz
 
(
geschrieben
 
als
 
<>
)
 
ist
 
bereits
 
sortiert

 
DEF
 
sort
(
a
 
::
 
R
)
 
==

   
LET

     
Small
 
==
 
(_
 
<
 
a
)
 
|
 
R

       
--
 
Sei
 
Small
 
die
 
Sequenz
 
R
,
 
gefiltert
 
mit
 
der
 
Funktion
 
"< a"
.
 
Small
 
besteht
 
damit
 
aus
 
allen
 
Elementen
 
in
 
R
,
 
die
 
kleiner
 
sind
 
als
 
a

       
--
 
Small
 
entsteht
 
aus
 
der
 
Applikation
 
der
 
Funktion
 
"|"
 
(
Filter
)
 
auf
 
die
 
Argumente
 
"(_ < a)"
,
 
einer
 
Funktion
 
nat
 
->
 
bool
,
 
und
 
der
 
Sequenz
 
"R"

       
--
 
Opal
 
erlaubt
 
die
 
Prefix
-
,
 
Infix
-
 
und
 
Postfix
-
Notation
,
 
sowie
 
die
 
Vergabe
 
von
 
Identifikatoren
 
aus
 
Sonderzeichen
.

       
--
  
Der
 
o
.
a
.
 
Ausdruck
 
ist
 
identisch
 
zu
 
"| ( _ < a, R)"

     
Medium
 
==
 
a
 
::
 
(_
 
=
 
a
)
 
|
 
R

       
--
 
Medium
 
enthält
 
das
 
erste
 
Element
 
a
 
und
 
alle
 
Elemente
 
in
 
R
,
 
die
 
gleich
 
a
 
sind

     
Large
 
==
 
(_
 
>
 
a
)
 
|
 
R

       
--
 
Large
 
ist
 
dann
 
die
 
Sequenz
,
 
die
 
alle
 
Zahlen
 
aus
 
R
 
enthält
,
 
die
 
größer
 
als
 
a
 
sind

   
IN

     
sort
(
Small
)
++
Medium
++
sort
(
Large
)

     
--
 
Das
 
Resultat
 
ist
 
die
 
Konkatenation
 
der
 
ihrerseits
 
sortierten
 
Sequenz
 
Small
,
 
Medium
 
und
 
der
 
sortierten
 
Sequenz
 
Large
.

```

### Selectionsort
Ein Beispiel für eine Implementierung des Selectionsortalgorithmus:
```
 
FUN
 
ssort
:
 
seq
[
nat
]
 
->
 
seq
[
nat
]

 
DEF
 
ssort
(
<>
)
 
==
 
<>

 
DEF
 
ssort
(
liste
)
 
==

   
LET

     
minimum
 
==
 
min
(
liste
)

     
restliste
 
==
 
cut
(
minimum
,
liste
)

   
IN

     
minimum
 
::
 
ssort
(
restliste
)

 
FUN
 
cut
:
 
nat
 
**
 
seq
[
nat
]
 
->
 
seq
[
nat
]

 
DEF
 
cut
(
x
,
a
::
A
)
 
==

   
IF
 
a
 
=
 
x
 
THEN
 
A

   
ELSE
 
a
 
::
 
cut
(
x
,
A
)
 
FI

 
FUN
 
min
:
 
seq
[
nat
]
 
->
 
nat

 
DEF
 
min
(
a
::
A
)
 
==
 
minHelp
(
a
,
A
)

 
FUN
 
minHelp
:
 
nat
 
**
 
seq
[
nat
]
 
->
 
nat

 
DEF
 
minHelp
(
a
,
<>
)
 
==
 
a

 
DEF
 
minHelp
(
a
,
A
)
 
==

   
IF
 
a
 
<
 
ft
(
A
)
 
THEN
 
minHelp
(
a
,
rt
(
A
))

   
ELSE
 
minHelp
(
ft
(
A
),
rt
(
A
))
 
FI

```

### Insertionsort
Ein Beispiel für eine Implementierung des Insertionsortalgorithmus:
```
 
FUN
 
isort
:
 
seq
[
nat
]
 
->
 
seq
[
nat
]

 
DEF
 
isort
(
<>
)
 
==
 
<>

 
DEF
 
isort
(
a
::
A
)
 
==
 
a
 
insert
 
isort
 
(
A
)

 
FUN
 
insert
:
 
nat
 
**
 
seq
[
nat
]
 
->
 
seq
[
nat
]

 
DEF
 
x
 
insert
 
<>
 
==
 
x
 
::
 
<>

 
DEF
 
x
 
insert
 
(
a
::
A
)
 
==

   
IF
 
x
 
<=
 
a
 
THEN
 
x
::(
a
::
A
)

   
ELSE
 
a
::(
x
 
insert
 
A
)

   
FI

```

### Mergesort
Ein Beispiel für eine Implementierung des Mergesortalgorithmus:
```
 
FUN
 
msort
:
 
seq
[
nat
]
 
->
 
seq
[
nat
]

 
DEF
 
msort
(
<>
)
 
==
 
<>

 
DEF
 
msort
(
a
::
 
<>
)
 
==
 
a
::
 
<>

 
DEF
 
msort
(
liste
)
 
==

   
LET

     
i
 
==
 
#
(
liste
)
/
2

     
(
links
,
 
rechts
)
 
==
 
split
(
i
,
liste
)

   
IN

     
msort
(
links
)
 
merge
 
msort
(
rechts
)

 
FUN
 
merge
:
 
seq
[
nat
]
 
**
 
seq
[
nat
]
 
->
 
seq
[
nat
]

 
DEF
 
<>
 
merge
 
<>
 
==
 
<>

 
DEF
 
a
 
merge
 
<>
 
==
 
a

 
DEF
 
<>
 
merge
 
a
 
==
 
a

 
DEF
 
(
a
::
A
)
 
merge
 
(
b
::
B
)
 
==

   
IF
 
a
 
<=
 
b
 
THEN
 
a
::(
 
A
 
merge
 
(
b
::
B
)
 
)

   
ELSE
 
b
::(
 
B
 
merge
 
(
a
::
A
)
 
)

   
FI

```

## Beispiele für Datentypen
Während in der Theorie zwischen verschiedenen Formen von Datentypen unterschieden wird, hat OPAL nur ein Konstrukt, um eigene Typen zu definieren.
Ein Beispiel für eine Implementierung eines Produkttyps
```
 
DATA
 
point3D
 
==
 
point3D
(
x
:
real
,
 
y
:
real
,
 
z
:
real
)

```

… eines Summentyps
```
 
DATA
 
object3D
 
==
 
cube
(
width
:
 
real
,
 
height
:
 
real
,
 
length
:
 
real
,
 
location
:
 
point3D
)

                 
cylinder
(
height
:
 
real
,
 
radius
:
 
real
,
 
location
:
 
point3D
)

                 
sphere
(
radius
:
 
real
,
 
location
:
 
point3D
)

```

… eines Aufzählungstyps
```
 
DATA
 
traffic_light
 
==
 
red

                    
yellow

                    
green

```

Datentypdeklarationen (TYPE) ersetzt der OPAL-Compiler intern durch die sogenannte „induzierte Signatur“. Das Schlüsselwort DATA fügt auch Implementierungen der Funktionen hinzu, die dem Programmierer dann die Möglichkeit geben, Werte der selbstdefinierten Sorte zu erzeugen, auf die einzelnen Elemente der Datenstruktur zuzugreifen und zwischen Varianten zu unterscheiden:
Z. B. die induzierte Signatur für den Summentyp
```
 
--
 
Sorte

  
SORT
 
object3D

 
--
 
Konstruktorfunktionen

  
FUN
 
cube
:
 
real
 
**
 
real
 
**
 
real
 
**
 
point3D
 
->
 
object3D

  
FUN
 
cylinder
:
 
real
 
**
 
real
 
**
 
point3D
 
->
 
object3D

  
FUN
 
sphere
:
 
real
 
**
 
point3D
 
->
 
object3D

 
--
 
Selektorfunktionen

  
FUN
 
width
 
height
 
length
 
radius
:
 
object3D
 
->
 
real

  
FUN
 
location
:
 
object3D
 
->
 
point3D

 
--
 
Diskriminatorfunktionen

  
FUN
 
cube
?
:
 
object3D
 
->
 
bool

  
FUN
 
cylinder
?
:
 
object3D
 
->
 
bool

  
FUN
 
sphere
?
:
 
object3D
 
->
 
bool

```